# Кёлен, Пенелопа
Пенелопа Энн Кёлен (англ. Penelope Anne Coelen; родилась в 1940 году в городе Дурбан, ЮАС) — победительница конкурса красоты «Мисс Мира 1958».
В 1958 году конкурс «Мисс Мира» был ещё в начале своего существования. Восьмой конкурс прошёл с большим успехом, в нём приняли участие 22 красавицы из Европы, Америки, Азии и Африки. Европейки доминировали в полуфинале, имея 9 из 12 мест. 5 из 6 финалисток были из Европы, но предпочтение было отдано девушке из Южной Африки, которая и увезла домой желанную корону.
Пенелопа Энн Кёлен, или Пенни для её друзей и поклонников, была избрана Мисс Мира и стала первой победительницей из Африки. 18-летняя девушка, секретарь по профессии, привела в восторг аудиторию своей красотой. Она пользовалась широким международным вниманием во время исполнения своих обязанностей в качестве Мисс Мира и получила несколько выгодных предложений от модельных агентств. После окончания полномочий королевы красоты она попыталась сделать карьеру в Голливуде с помощью Джеймса Гарнера, но не смогла пройти кинопробы. Однако ей удалось запустить линию одежды и косметических товаров под своим именем, а 25 ноября 1958 года она приняла участие в телевизионном шоу To Tell the Truth.
Позже она вернулась в Южную Африку, вышла замуж за богатого фермера Мишеля Рея из провинции Квазулу-Наталь и остаётся на сегодняшний день известной светской дамой в своей стране. У неё пятеро сыновей и трое внуков. Кёлен занимается фотографией и является владелицей салона красоты. В честь неё назван сорт роз — Rosa Penny Coelen.

## Цитаты
- «Это просто замечательно. Подумать только. Я была „Мисс Южная Африка“ только вчера. Теперь я — „Мисс Мира“. И я чувствую себя на вершине мира…» — Пенелопа Кёлен позвонила домой после победы на конкурсе «Мисс Мира»[1].